# Ligne du Hauenstein
La ligne du Hauenstein est une ligne de chemin de fer suisse desservant les villes de Bâle, Pratteln, Sissach et Olten.
Sur la ligne de base, nous trouvons le Tunnel de base du Hauenstein, d'une longueur de 8 134 mètres.